# Hersiliola foordi
Hersiliola foordi là một loài nhện trong họ Hersiliidae.
Loài này thuộc chi Hersiliola. Hersiliola foordi được miêu tả năm 2009 bởi Y. M. Marusik & V. Y. Fet.